# Bataille du Oued Ourk
Révolte de Tlemcen (1348-1350)
La bataille du Oued Ourk est une offensive commandé par le fils du sultan Mérinide En-Nacir ibn Ali contre les Zianides pour mettre fin à leur révolte.

## Contexte
Après le désastre du 10 avril 1348 à Kairouan infligé par les Arabes, Abu al-Hassan se réfugie à Tunis, où il apprend que son fils Abu Inan s'est révolté au Maghreb, et que les Zianides, Maghraouas et Toujins sont sur le point de lui prendre le Maghreb central, il reçoit la visite de Yaqub ibn Ali, émir de Douaouida et ami intime du sultan, qui lui rappelle qu'il est indispensable d'obtenir le renvoi de son fils En-Nacir et le soutien de l'Ouarsenis qui reconnaît encore l'autorité mérinide, Abu al-Hassan laisse partir En-Nacer, tout en traversant les tribus et en les ralliant sous son drapeau, notamment les Attafs, les Dialems et les Soueids. Fin mars 1349, Abou Thabet quitte Tlemcen, avant de rencontrer l'armée mérinide à Oued Ourek en juin de la méme année.

## Bataille
Abou Thabet met en déroute l'armée mérinide, avant de capturer le juriste Ali ben Saoued, les tribus Zoghba et Riyah qui soutenaient En Nacir s'enfuient, tandis qu'En Nacir emmène ce qui reste de son armée à Biskra. Abou Thabit pardonne à Ali ben Saoued et le laisse partir, avant de soumettre les tribus arabes qui avaient aidé les Mérinides,.